# Никола Јеремић (сликар)
Никола Јеремић (Београд, 8. јануар 1887. — Париз, 1954.) био је српски сликар, илустратор и графичар. 

## Биографија
Никола Јеремић је основну школу и три разреда гимназије "Вук Стефановић Караџић" похађао у Београду до 1901. Тамо је учио ликовну уметност од Ђорђа Крстића, вајара Петра Убавкића и сликара Марка Мурата. Ликовно образовање је наставио у Школи цртања у Бечу (1902-1905) и наставио на Академији ликовних уметности у Минхену код професора Хуга фон Хабермана. Школовање је завршио на Школи лепих уметности (École des Beaux Arts) у Паризу (1980-1912), код професора сликарства Кормона и Моруа, и професора графике Валтнера. У Србију се враћа 1912. да би учествовао у Балканским ратовима.

### Први светски рат
За време Првог светског рата одлази у Француску, где слика композиције са ратном и патриотском тематиком. Као добровољајц ступио је у француску ратну морнарицу, где је од августа 1914. до краја 1915. био члан посаде оклопне крстарице "Леон Гамбета („Léon Gambetta") и активни учесник њених ратних подухвата на Јадрану. Током овог службовања обављао је дужности тумача и цртача.
Објављивао је илустрације у савезничким ратним часописима.

### Рад на пројектима Краљевине Србије
На позив Посланства Краљевине Србије у Француској напушта ратну морнарицу и долази у Париз да би учествовао у организовању добровољних хуманитарних акција прикупљања прилога намењених српским избеглицама у Француској.
Радио је диплому Министарства просвете за одликоване пријатеље Срба у Француској. Илустровао је дела француских књижевника, попут Ростана, Ришпена, Морана, Фошуа и других. На позив Краљевског посланства у Француској ради цртеже и гравуре за клишее по којима су 1918. штампане српске поштанске марке у Паризу, а потом у Београду (1919 — 1920).
Од 1916. Јеремић је радио као цртач и гравер у Дирекцији монопола Србије за израду поштанских марака Србије у Паризу, док је по одлуци Министарства просвете на Крфу од маја 1917. био шеф графичког одељења у Државној штампарији Србије.

### Самосталне и групне изложбе
- Српско уметничко удружење, Београд, Париз (1908);
- Салон Серкл Рус (Salon Cercle Russe), Париз (1910);
- Салон Удружења француских уметника, Париз;
- Јесењи салон, Париз;
- Салон независних уметника, Париз;
- Галерија Жорж Петит (Georges Petit), Париз;
- Галерија Беренхајм Жун (Bernheim Jeune), Париз;
- Међународна изложба, Париз (1931);
- Изложба југословенских уметника у Француској, Париз (1919, 1932, 1937, 1939).

###### Постхумне изложбе
- Галерија Лефранк (Lefranc), Париз (1960);
- Галерија Комбасер (Combacérès), Париз (1961);
- Конфедерација интелектуалаца, Париз (1963).

### Чланства
- Удружење независних уметника;
- Удружење "Слободна уметност";
- Национални синдикат уметника;
- Удружење старих југословенских бораца у Француској;
- Конфедерација интелектуалаца Париза;
- Од 17. јануара 1939. био је председник Удружења југословенских уметника сликара и скулптора у Француској.

## Уметнички стил
У ранијим радовима сликао је импресионистички. Касније је сликао у реалистичком духу.  Међутим, упорни остаци реалистичких наслага Јеремића нису задржали нити удаљили од осећајности импресионизма и субјективности израза преточених у толерантнију експресивност садрћаја, који је најприкладније пристајао приказима, његовом сензибилитету и његовим раним естетским погледима.